# Fa-La
Fa-La és una composició per a tres o més veus, que primitivament s'escriví totalment o parcialment sobre les notes del títol. Les fa-las pertanyen principalment a l'època madrigalesca, tenint-se pel seu inventor en Gastoldi di Caravaggio, els quals balletti acabaven generalment amb un llarg fa-la. La majoria dels polifonistes, sobretot els anglesos, han deixat exemples d'aquesta ingènua composició.